# Longipeltina bakeri
Longipeltina bakeri är en skalbaggsart som beskrevs av Max Bernhauer 1912. Longipeltina bakeri ingår i släktet Longipeltina och familjen kortvingar. Inga underarter finns listade i Catalogue of Life.